# Anna Corbella i Jordi
Anna Corbella i Jordi (Barcelona, 1976) és una regatista catalana. El 2011 va esdevenir la primera navegant catalana i espanyola a fer la volta al món a vela sense escales amb la seva participació a la Barcelona World Race.
Llicenciada en veterinària a la Universitat Autònoma de Barcelona, va iniciar-se a la pràctica de la vela des de molt jove proclamant-se campiona d'Espanya de la classe 420 (1999) i de 470 (2000). i va formar part de l'equip preolímpic de Sidney 2000. Professional en el món de la vela oceànica des de 2009, va competir en la Mini Transat 650, regata transoceànica en solitari, finalitzant en la 13a posició. L'any següent va participar, juntament amb la britànica Dee Caffari, a la Barcelona World Race 2010-2011 a bord del Gaes Centros Auditivos, finalitzant en la 6a posició. Es van convertir en la primera tripulació femenina en fer la volta al món sense escales i completaren el recorregut en 102 dies. En la següent edició de 2015, va finalitzar en la 3a posició fent parella amb Gerard Martín a bord del mateix vaixell. Després de Dee Caffari i Ellen MacArthur, es va convertir en la tercera dona en fer dues vegades la volta al món sense escales.
Entre d'altres premis, va rebre la medalla de plata de la Reial Orde del Mèrit Esportiu el 2011, el premi regatista de l'any 2010 de la Reial Federació Espanyola de Vela, així com la menció especial del IV Premi Dona i Esport 2010.

## Palmarès
- 1 Campionat d'Espanya de la classe 420: 1999
- 1 Campionat d'Espanya de la classe 470: 2000